# 7-я Радиальная улица
Седьма́я Радиа́льная у́лица (до 5 апреля 1965 года — Улица Го́голя (Ле́нино), до 1960 года — Улица Го́голя посёлка Ленино-Дачное) — бывшая улица, расположенная в Южном административном округе города Москвы на территории района Бирюлёво Восточное. Упразднена в начале 2000-х.

## История
Улица находилась на территории бывшего посёлка Ленино-Дачное, где она называлась Улицей Гоголя в честь писателя Н. В. Гоголя (1809—1852). В 1960 году посёлок Ленино-Дачное вошёл в состав Москвы, улицу переименовали в улицу Гоголя (Ле́нино), а 5 апреля 1965 года при планировке дачного посёлка Покровская Сторона улицу наряду с другими улицами бывшего посёлка Ленино, вошедшего в состав Москвы переименовали и дали современное название по своему радиальному положению относительно Спортивной улицы и проезду Кошкина. Улица в Общемосковском классификаторе улиц Москвы не значится (возможно запись была исключена).

## Расположение
7-я Радиальная улица начиналась от Спортивной улицы и шла на запад, пересекая проезд Кошкина и Липецкую улицу, заканчивалась Дуговой улицей. Располагалась между 6-й и 8-й Радиальных улиц. Домов не значилось. Участок между проездом Кошкина и Дуговой улицей не являлся проезжим. На данный момент улица полностью сохранена, утратив лишь своё название.

## Примечательные здания и сооружения
Фрагмент ворот дачной усадьбы Ерохова начала XX века

## Транспорт

### Автобус
- По улице маршруты наземного транспорта не проходят. У западного конца улицы, на проезде Кошкина, расположена остановка «6-я Радиальная улица» автобусов м82, с854.

### Метро
- Ближайшая станция метро — «Царицыно» Замоскворецкой линии располагается на пересечении Каспийской и Луганской улиц.

### Железнодорожный транспорт
- Ближайшая платформа — «Царицыно» Курского направления МЖД располагается на пересечении Каспийской и Луганской улиц.